# Sanders Supermarkten
Die Sanvier B.V. war ein niederländisches Einzelhandelsunternehmen, das unter dem Namen Sanders Supermarkten (Eigenschreibweise: Sanders SUPERMARKTEN) bis 2010 Supermärkte in der Region Twente betrieb. Das Unternehmen, das Mitglied der Einkaufsgemeinschaft Superunie war, hatte seinen Sitz in Enschede.

## Geschichte

### Das erste Lebensmittelgeschäft des Gründers (1915–1938)
Die Ursprünge des Lebensmittelgeschäfts unter dem Namen Sanders reichen bis in das Jahr 1915 zurück. In jenem Jahr eröffnete Jan Sanders im Wohnzimmer seines Hauses in der Deurningerstraat 37 in Enschede ein Lebensmittelgeschäft. Nebenher arbeitete Sanders als Bäcker und verkaufte Brot, u. a. während des Ersten Weltkriegs an eine Flüchtlingsorganisation. Mit seiner zweiten Ehefrau Anna wurde das Geschäft weiter ausgebaut. So wurden u. a. Hühner für die Eierproduktion erworben und Sauerkraut selbst hergestellt. Das Vermögen der Sanders belief sich um 1923 auf etwa 25.000 Gulden. Nach dem Rat von seinem Cousin Hein kaufte Sanders im entstehenden Wohngebiet De Laares in Enschede Land, um ein Geschäftshaus samt Wohnbereich zu errichten. Sein Cousin stellte 10.000 Gulden für das Bauprojekt zur Verfügung. In der Leliestraat 103–105 entstand in den 1920er-Jahren dadurch ein Ladenhaus. Das Angebot im Geschäft umfasste verschiedene Trockensortimente, von Süßigkeiten über Tee, Kaffee, Zucker, Mehl und Nudeln bis zu Reis, Bohnen und Erbsen.

### Eintritt der nächsten Generation (1939–1953)
Nach und nach stiegen auch zwei der drei Söhne in das Lebensmittelgeschäft ein. Der mittlere Sohn, Hennie Sanders eröffnete im Stadtteil Pathmos ein eigenes Geschäft, der Bau des Hauses konnte am 26. Januar 1939 abgeschlossen werden. Der jüngste Sohn Tony arbeitete im Geschäft seines Vaters. Zur Zeit des Zweiten Weltkriegs kam es auch bei der Familie Sanders und den Geschäften zu Einschnitten. Lebensmittel wurden rationiert und nur gegen Marken herausgegeben. Eine Verteilung von Lebensmitteln übernahm Tony Sanders, ehe sein Fahrrad von deutschen Besatzern konfisziert wurde. Er legte schriftlichen Einspruch an, bekam Recht und erhielt sein Fahrrad zurück.

### Umbau zum Supermarktbetrieb (1954–1969)
In der Nachkriegszeit kam das Konzept Selbstbedienung auch in den Niederlanden an. Der in der Leliestraat bestehende Markt wurde, nach einem 1954 gefassten Beschluss von Nun-Inhaber Tony Sanders, umgebaut und am 14. Juli 1955 als erster Sanders-Supermarkt eröffnet. Die Verkaufsfläche belief sich anfangs auf 70 m². In der Folgezeit wurden Verkaufspreise auch von preisgebundenen Artikeln gesunken, um der erstarkten Konkurrenz (vor allem einem Markt der Kette Anjo) entgegentreten zu können. Dies sorgte für Anwaltsschreiben, aber auch Aufmerksamkeit in der Presse und somit für einen höheren Kundenstrom. Um gegen die Konkurrenz, die z. T. in Einkaufsgemeinschaften vertreten waren, gründeten Sanders und weitere Unternehmer die Einkaufsgemeinschaft Pick-Pack, der sechs Unternehmen angeschlossen waren. Die Pick-Pack wurde später zur Superunie. Der Markt in der Leliestraat wurde in den 1960er-Jahren einmal mehr umgebaut. Die Verkaufsfläche wurden von 170 m² auf 400 m² vergrößert. Am 13. November 1968 um 15:00 Uhr fand die offizielle Eröffnung statt. Die Eröffnung markierte die 50. Supermarktfiliale innerhalb der Superunie und bot nun auch Fleisch, Gemüse und Milchprodukte. Der Umsatz des Marktes, der zu diesem Zeitpunkt etwa 30 Mitarbeiter beschäftigte, lag in der ersten Woche nach der Eröffnung bei 80.000 Gulden. Zu diesem Zeitpunkt war bereits Rein Sanders, Enkel des Gründers, Geschäftsführer des Unternehmens.

### Beginn der Expansion (1970–1999)
Trotz der wachsenden Umsätze, war nicht genug Geld für vollwertige Filialen vorhanden. Um die Expansion dennoch angehen zu können, wurden kleinflächige Märkte als Sanders Koopjesmarkt (dt.: Sanders Schnäppchenmarkt) eröffnet. So wurde Anfang der 1970erer-Jahre in Denekamp ein solcher Markt eingerichtet, der dritte Markt des Unternehmens. Kurz darauf folgte in der Fazantstraat der vierte Markt. Es folgten in Haaksbergen und im Jahr 1976 in Hengelo weitere Standorte. Bereits 1972 wurde das Lager innerhalb Enschedes in die Lonneker Brugstraat verlegt. Da die Fläche erneut zu klein waren, wurden 1980 die neue Zentrale und das Vertriebszentrum eingeweiht. Bei der Überfahrt von Waren zwischen dem alten Lagerstandort und dem Vertriebszentrum kam es zu einem Zwischenfall, bei dem sich dutzende, geladene Glasflaschen mit Kaffeesahne während der Fahrt lösten und auf der Straße zerbrachen. In Losser war Sanders ab Anfang der 1980er-Jahre ansässig. In die gleiche Zeit fiel die Übernahme einer Spar-Filiale in Enschede (im Oosterveld). Ab 1985 entstanden weitere Filialen. 1999 betrieb man 18 Standorte.

### Entwicklung ab der Jahrtausendwende und Verkauf (2000–2010)
Durch die Explosion der Feuerwerksfabrik von Enschede am 13. Mai 2000 wurde eine in der Fazantstraat befindliche Filiale nahezu komplett zerstört. Eine Super de Boer-Filiale in Hengelo wurde Ende Januar 2009 übernommen und Ende Juni 2009 als Sanders wiedereröffnet. Das Geschäftsjahr 2009 konnte mit einem Umsatz von 100 Millionen Euro abgeschlossen werden. Der Nettogewinn lag bei 4 Millionen Euro. Im Juli 2010, verkündete Sligro die Übernahme der 22 Sanders-Supermärkte. Die Sanvier B.V. begann mit dem Verkaufsprozess im Dezember 2009. Im Vorfeld prüfte das Unternehmen auch die Fortsetzung des Geschäfts sowie die Zusammenarbeit mit einer anderen Ketten. Der Verkauf an Sligro, der neben den Filialen auch den eigenen Fleischverarbeitungsbetrieb in Enschede umfasste und insgesamt ca. 50 Millionen Euro kostete, wurde am 24. August 2010 abgeschlossen. Ein Teil der Sanders-Standorte, vor allem kleinere Flächen, wurden weiterverkauft, der Großteil der Märkte 2011 auf Emté umgeflaggt. Als erster Markt wurde ein Standort in Hengelo am 24. November 2010 als Emté neueröffnet.

## Filialen
Die im Jahr 2005 bestehenden 20 Filialen hatten in der Regel eine Größe zwischen 530 und 1.000 m². Einzig die Filiale in Enschede (am Kuipersdijk) war mit 1.150 m² etwas größer und zeitgleich der flächenmäßig größte Standort der Kette.

## Sonstiges
Zu einem bizarren Vorfall kam es 2003 im Rahmen der Neueröffnung des De Wit Komart in Losser. Der Markt verkaufte als Sonderangebot das Bier Grolsch im Kasten für nur 5,99 Euro, bei Sanders war dies regulär für 9,29 Euro im Sortiment. Anstatt auf die Preissenkung einzugehen, bot Sanders seinen Kunden an, das bei der Konkurrenz gekaufte Bier für 9,29 Euro abzukaufen. In Folge dutzender Fälle sah sich De Wit Komart gezwungen, das Sonderangebot mit einer Beschränkungen zu versehen. So war die Höchstabgabe auf einen Kasten pro Kunden begrenzt und nur dann, wenn dieser auch andere Waren im Wert von 20,00 Euro kaufte.